# 50
سنة 50 م (بالأرقام الرومانية: L) كانت سنة بسيطة تبدأ يوم الخميس (الرابط يظهر نموذج الجدول الزمني الكامل للسنة) من التقويم اليولياني. بدأت تسمية السنة ب50 منذ العصور الوسطى المبكرة، عندما أصبح تقويم بعد الميلاد (باللاتينية: Anno Domini) وتُقرأ أنو دوميني، هو الأسلوب السائد في أوروبا لتسمية السنوات.

## مواليد
- عمرو بن تميم جد جاهلي من سادة العرب في مكة قبل الإسلام.
- مارا بن سرافيون مؤلف سوري

## وفيات
- غالب بن فهر الجد التاسع للنبي محمد.